# Senat Reuter
Der Senat Reuter war vom 1. Februar 1951 bis zum 12. November 1953 die Regierung von West-Berlin.
| Amt                                  | Name                                         | Partei | Partei    |
| ------------------------------------ | -------------------------------------------- | ------ | --------- |
| Regierender Bürgermeister            | Ernst Reuter am 29. September 1953 gestorben |        | SPD       |
| Bürgermeister                        | Walther Schreiber                            |        | CDU       |
| Senator für Arbeit                   | Paul Fleischmann                             |        | SPD       |
| Senator für Bau- und Wohnungswesen   | Karl Mahler                                  |        | FDP       |
| Senator für Bundesangelegenheiten    | Günter Klein                                 |        | SPD       |
| Senator für Finanzen                 | Friedrich Haas                               |        | CDU       |
| Senator für Gesundheitswesen         | Walter Conrad                                |        | FDP       |
| Senator für Inneres                  | Werner Müller                                |        | parteilos |
| Senator für Justiz                   | Valentin Kielinger                           |        | CDU       |
| Senator für Kreditwesen              | Paul Hertz                                   |        | SPD       |
| Senator für Post- und Fernmeldewesen | Hugo Holthöfer                               |        | FDP       |
| Senator für Sozialwesen              | Otto Friedrich Bach                          |        | SPD       |
| Senator für Verkehr und Betriebe     | Herbert Hausmann                             |        | SPD       |
| Senator für Volksbildung             | Joachim Tiburtius                            |        | CDU       |
| Senator für Wirtschaft und Ernährung | Wilhelm Eich                                 |        | FDP       |